# Барборвил (Кентаки)
Барборвил (енгл. Barbourville) град је у америчкој савезној држави Кентаки.

## Демографија
По попису из 2010. године број становника је 3.165, што је 424 (-11,8%) становника мање него 2000. године.
| Група             | 2000.         | 2010.         |
| Белци             | 3.375 (94,0%) | 2.903 (91,7%) |
| Афроамериканци    | 116 (3,2%)    | 161 (5,1%)    |
| Азијати           | 9 (0,3%)      | 5 (0,2%)      |
| Хиспаноамериканци | 21 (0,6%)     | 38 (1,2%)     |
| Укупно            | 3.589         | 3.165         |